# Abborrtjärnen (Naverstads socken, Bohuslän, vid riksgränsen)
Abborrtjärnen är en sjö i Tanums kommun i Bohuslän och ingår i Enningdalsälvens huvudavrinningsområde.